# Everything Will Be Alright in the End
Everything Will Be Alright in the End és el novè àlbum d'estudi de la banda estatunidenca de rock alternatiu Weezer. Es va publicar el 7 d'octubre de 2014 per Republic Records amb la producció de Ric Ocasek.

## Informació
Poc després de la publicació l'any 2010 de Hurley i el disc de material inèdit Death to False Metal, la banda va anunciar que ja estaven treballant en el seu novè àlbum d'estudi amb la intenció de llançar-lo durant el 2011. Van comptar novament amb Shawn Everett com a productor i després d'escoltar el nou material, els va convèncer de posposar el nou treball, ja que el so era completament diferent al que havien mostrat a Hurley, com si haguessin tornat a l'adolescència. La banda va anunciar que abandonaven el treball definitivament per donar temps suficient a Cuomo per compondre material nou. Cuomo va estar uns mesos sense compondre res, ja que va patir una crisi creativa degut al desenllaç del darrer material creat. El procés de composició es va allargar i fins a principis de 2014 no van anunciar que aviat començarien l'enregistrament del nou àlbum. Novament amb Rik Ocasek a la producció, que ja havia produït The Blue Album (1994) i The Green Album (2001), van realitzar les gravacions durant la primavera i l'estiu de 2014. La banda va escollir Ocasek com a productor perquè era el més indicat per poder tornar al so i a l'energia del qual provenien. La majoria de cançons es van enregistrar a l'estudi The Village de Los Angeles.
Musicalment es tracta d'un trencament important respecte als dos àlbums previs, Raditude i Hurley, que incloïen elements electrònics i una producció pop moderna. Aquest treball suposa un retorn a un so similar a l'original de la banda, bàsicament de rock alternatiu. Per aquest treball tenien un ventall superior a les 200 cançons de les quals només en van tenir en compte una vintena, i finalment en van seleccionar tretze. El disc està organitzat temàticament en tres grups: Belladona (belladona), The Panopticon Artist (l'artista panòptic) i Patriarchia (patriarcat), tot i que no segueixen aquest ordre en el llistat de cançons. Les lletres de les cançons del primer grup tracten les relacions personals de Cuomo amb les dones (cançons 1, 4, 7, 8, 9 i 13). En el segon grup es parla de la relació de Cuomo amb els seus seguidors i de la banda (cançons 2, 5 i 11), i el darrer sobre la relació amb el seu pare (cançons 3, 6, 10 i 12).
A partir del 19 de març de 2014, Weezer va llançar una sèrie de vídeos setmanalment que mostraven la banda treballant a l'estudi i revelava els títols de diverses cançons per un àlbum, en aquell moment encara sense títol. Progressivament es van anar destapant més detalls del disc com el títol definitiu o la portada. La data original prevista pel llançament fou el 30 de setembre del mateix any i fou anunciada conjuntament en un dels vídeos i a la revista Entertainment Weekly.
Ja al febrer de 2014 van interpretar el primer senzill de l'àlbum, «Back to the Shack», però la versió d'estudi no es va estrenar fins al 21 de juliol al canal propi de la banda de YouTube, un dia abans del llançament del senzill.
La crítica musical va valorar força positivament el nivell de l'àlbum, destacant la comparació amb l'estil dels treballs inicials de la banda sense arribar al seu nivell, però indicant que millorava tots els darrers àlbums. Aquest disc fou interpretat pels mitjans musicals com una reconciliació amb el seu esperit, una tornada al seu camí que havia abandonat després de Maladroit, i això augurava un futur molt més interessant. Va debutar al número 5 de la llista estatunidenca amb 34 mil còpies venudes.

## Llista de cançons
| 1.            | «Ain't Got Nobody»                               | Rivers Cuomo                      | 3:21  |
| 2.            | «Back to the Shack»                              | Cuomo, Jacob Kasher               | 3:05  |
| 3.            | «Eulogy for a Rock Band»                         | Cuomo, Daniel Brummel, Ryen Slegr | 3:25  |
| 4.            | «Lonely Girl»                                    | Cuomo, Joshua Berman Alexander    | 2:49  |
| 5.            | «I've Had It Up to Here»                         | Cuomo, Justin Hawkins             | 2:49  |
| 6.            | «The British Are Coming»                         | Cuomo                             | 4:08  |
| 7.            | «Da Vinci»                                       | Cuomo, Joshua Berman Alexander    | 4:05  |
| 8.            | «Go Away»                                        | Cuomo, Bethany Cosentino          | 3:13  |
| 9.            | «Cleopatra»                                      | Cuomo                             | 3:11  |
| 10.           | «Foolish Father»                                 | Cuomo, Patrick Stickles           | 4:31  |
| 11.           | «The Futurescope Trilogy: I. The Waste Land»     | Cuomo                             | 1:56  |
| 12.           | «The Futurescope Trilogy: II. Anonymous»         | Cuomo                             | 3:19  |
| 13.           | «The Futurescope Trilogy: III. Return to Ithaka» | Cuomo                             | 2:17  |
| Durada total: | Durada total:                                    | Durada total:                     | 42:24 |

## Posicions en llista
| Llista (2014) | Posició |
| ------------- | ------- |
| Alemanya      | 95      |
| Austràlia     | 45      |
| Canadà        | 10      |
| Estats Units  | 5       |
| França        | 138     |
| Regne Unit    | 37      |

## Personal
Weezer
- Brian Bell − guitarra, veus addicionals, teclats, sintetitzador
- Rivers Cuomo − guitarra, cantatn, teclats, sintetitzador, piano
- Scott Shriner − baix, veus addicionals, teclats
- Patrick Wilson − bateria, veus addicionals, percussió

Músics addicionals
- Daniel Brummel − teclats i piano a "Eulogy For a Rock Band"
- Bethany Cosentino − veus addicionals a "Go Away"
- Bobb Bruno − arranjaments de guitarra addicional a "Go Away"
- Patrick Stickles − guitarra a "Foolish Father"

Producció
- Ric Ocasek − productor
- Samuel Bell − enginyeria
- Shawn Everett − producció addicional i enginyeria
- Chris Owens − ajudant d'enginyeria
- Vanessa Wormer − ajudant d'enginyeria
- Alex Williams − ajudant d'enginyeria
- Tom Lord-Alge − mescles
- Eddie Rendini − ajudant d'enginyeria
- Ted Jensen − masterització